# Rodolfo Rombaldoni
Rodolfo Andrea Rombaldoni (Sant'Elpidio a Mare, 15 dicembre 1976) è un ex cestista italiano.
Alto 1,93 m per 96 chilogrammi di peso, gioca nel ruolo di play-guardia.

## Carriera
Inizia la sua carriera cestistica giocando nella U.S.P. società di pallacanestro nel 1985 a Urbania provincia di Pesaro Urbino. 
Nel settembre del 1992 si trasferisce a Verona [Scaligera Basket Verona] per tre anni (dal 1993 al 1996), dove esordisce in [Lega Basket Serie A|serie A] il 22 settembre 1994 contro [Pallacanestro Reggiana|Reggio Emilia].
Nel 1996 si trasferisce a [Olimpia Basket Pistoia|Pistoia], nel 1997 esordisce nel campionato di Serie B a Barcellona Pozzo di Gotto  e nel 1998 a Pozzuoli (in serie A2) per poi tornare a Barcellona Pozzo di Gotto in Serie B a gennaio del 1999. All'inizio della stagione 1999 fa ritorno a Verona dove resta per tre stagioni e ha la possibilità di giocare per la prima volta in Eurolega. Dal 2002 al 2004 gioca per la squadra di Reggio Calabria e nel 2005 viene ingaggiato dall'Aurora Jesi.
A Jesi gioca soltanto metà stagione, a febbraio infatti accetta l'offerta di ingaggio della Fortitudo Bologna con la quale ritorna a giocare l'Eurolega e vince il campionato 2004-05 e subito dopo la Supercoppa italiana.
Nell'ottobre 2006, dopo l'ultima stagione travagliata a causa di una serie di infortuni, passa alla Legea Scafati. Nel febbraio 2007 si trasferisce alla Montepaschi Siena in seguito a uno scambio con Luigi Datome.
Nell'estate 2007 si trasferisce alla Reyer Venezia, in Serie B1 e guida la società lagunare al ritorno in Legadue dopo 12 anni di assenza dal maggior palcoscenico nazionale.
Arrivato a Brescia nel febbraio del 2011, guida la Leonessa Brescia alla promozione in serie A2.
Nell'estate 2012 torna a vestire la casacca dell'Urbania Basket paese dove è cresciuto, per poi passare al Monticelli Basket con la quale vince il campionato di DNB. Nell'estate del 2013 firma per la Pallacanestro Piacentina, rimanendoci per due stagioni. Il 27 giugno 2017, dopo due stagioni a Forlì con due società diverse, fa ritorno alla Pallacanestro Piacentina. Nel 2018 scende in Serie D accettando l'offerta dei Baskérs Forlimpopoli, con cui rimane fino all'estate 2022 quando si ritira dal basket giocato diventando contemporaneamente il nuovo team manager dei Raggisolaris Faenza.
Con la nazionale di pallacanestro italiana vinse la medaglia d'argento alle Olimpiadi di Atene 2004.

## Palmarès

### Club
- Campionato italiano: 2

Fortitudo Bologna: 2004-05
Montepaschi Siena: 2006-07
- Supercoppa italiana: 1

Fortitudo Bologna: 2005
- Campionato italiano dilettanti: 1

Reyer Venezia: 2007-08

### Nazionale
- Olimpiadi:

 Atene 2004